# Ernesto D'Alessio
Ernesto Alonso Vargas Contreras (Ciudad de México; 6 de marzo de 1977), conocido como Ernesto D'Alessio, es un cantante, político y actor, hijo de la cantante y actriz Lupita D'Alessio y del actor y cantante Jorge Vargas, así como hermano de Jorge D'Alessio, cantante y fundador del grupo musical Matute.

## Biografía
Su carrera empezó en la década de 1990, entre sus temas musicales más conocidos se encuentran Te voy a dejar en libertad, Con el alma en un cajón, Hace un minuto, Sálvame, entre otros. 
Fue parte integrante también del grupo DKDA, creación surgida de una telenovela.
Contrajo matrimonio el 18 de mayo de 2007 con la regiomontana Rosario Ruiz (Charito), de 22 años, de religión cristiana igual que D´Alessio. En junio de 2007, inmediatamente después de regresar de su luna de miel, se dio a conocer que estaban esperando su primer hijo para finales de ese año. El 29 de junio de 2023 la pareja anunció su separación.

## Carrera
Ha participado en telenovelas exitosas, como “DKDA Sueños de juventud”, “Código postal”, “Heridas de amor”, “Contra viento y marea”, “Bajo la misma piel”, “Salomé”, “Aventuras en el tiempo” y “El alma no tiene color”, entre otras. 
Ha interpretado en obras musicales como El Fantasma de la Opera como Raoul; José el Soñador como José en 2004; Los Miserables como Marius en 2002; "Bésame Mucho" en los papeles de "Hugo" y "Felipe" en 2005; "Visitando al Señor Green" en 2006; El diluvio que viene en 2007 junto a María Inés Guerra y "La Bella y la Bestia" como La Bestia en 2007; "Aladino" como el Genio en 2008 y "Lluvia Implacable" en 2011, por mencionar solo algunos. 
Entre sus principales influencias como cantante se encuentran su madre, Lupita D'Alessio (habiendo heredado un timbre muy similar) y el legendario cantante mexicano José José, en sus presentaciones en vivo interpreta sus temas y frecuentemente lo denomina: "el mejor cantante que ha dado México". En el 2006 participó en el reality show "Cantando por un sueño".
Grabó su disco debut llamado  Ernesto D'Alessio en 1996 con sencillos como "Cambiaré" y "Con el alma en un cajón".
En 2008 fue invitado por Rubén y Santiago Galindo a participar en el reality show El show de los sueños, producción de Televisa, donde alternó junto a artistas de la talla de Gloria Trevi, Edith Márquez y Kalimba Marichal.

## Filmografía

### Telenovelas
- Por amar sin ley (2018) - Agustín Tejeda[2]
- A que no me dejas (2015) - Darío Córdova
- Tormenta en el paraíso (2007) - Leonardo Bravo
- Código Postal (2006-2007) - Gerardo Villalpando
- Heridas de amor (2006) - Juan Jiménez
- Contra viento y marea (2005) - Eduardo Cárdenas Contreras
- Bajo la misma piel (2003) - Andrés Murillo Ortiz
- Salomé (2002) - José Miguel Lavalle
- Aventuras en el tiempo (2001) - El Brother
- DKDA Sueños de juventud (1999-2000) - Mateo D'Ávila
- El alma no tiene color (1997) - Papalote

### Series
- Por siempre Joan Sebastian (2016) - José Miguel Figueroa

### Cine
- Beautiful Prison (2014) - Chente
- La misma Luna (2007) - Oscar Ponce
- Lágrimas de cristal (2007) - Marcos Granados

### Bandas sonoras
- Que te perdone Dios - Mí mujer
- Heridas de amor - Mi viejo
- DKDA Sueños de juventud - El uno para el otro

### Programas
- Cantando por un sueño (2006)
- Reyes de la canción (2006)
- Va De Nuez en Cuando (2000)
- Lo que más quieras (2013)
- MasterChef Celebrity (México) (2022)[3]
- ¿Quién es la máscara? (2023)[4]

### Teatro
- Los Miserables (2002) - Marius
- La Dama De Negro - John Morris
- El Hombre de la Mancha (2017) - Cervantes/Don Quijote
- Los Miserables (2018) - Jean Valjean